# Nonannitril
Nonannitril ist eine chemische Verbindung aus der Gruppe der Nitrile.

## Gewinnung und Darstellung
Nonannitril kann durch Reaktion von 1-Bromoctan mit einer Cyanidverbindung wie Natriumcyanid gewonnen werden. Sie kann auch durch Reaktion von 1-Octyltosylat mit Lithiumcyanid in Tetrahydrofuran oder 1-Octen mit Cyanwasserstoff oder Nonanal mit Hydroxylaminhydrochlorid gewonnen werden.

## Eigenschaften
Nonannitril ist eine brennbare, schwer entzündbare, gelbliche Flüssigkeit, die praktisch unlöslich in Wasser ist.

## Verwendung
Nonannitril wurde als Standard verwendet, um organische Stickstoffverbindungen in atmosphärischen Aerosolen zu quantifizieren.

## Sicherheitshinweise
Die Dämpfe von Nonannitril können mit Luft ein explosionsfähiges Gemisch (Flammpunkt 82 °C) bilden.

## Externe Links zu erwähnten Verbindungen
1. ↑  Externe Identifikatoren von bzw. Datenbank-Links zu 1-Octyltosylat:  CAS-Nr.: 3386-35-4, PubChem: 599296, Wikidata: Q63409573.